# Eisblut
Eisblut ist eine deutsche Death-Metal-Band, die 2004 als Nebenprojekt von Michael „Blutkehle“ Roth und Michael „Bursche“ Lenz von Eisregen gegründet wurde.

## Bandgeschichte
Eisblut wurde im Jahr 2004 gegründet. Die Band setzt sich zusammen aus Michael „Blutkehle“ Roth (Gesang) und Michael „Bursche“ Lenz (Gitarre) von Eisregen sowie Wolfgang Rothbauer (Gitarre) von der österreichischen Band Thirdmoon, Roberto Göring (Bass) und Sebastian Köhler (Schlagzeug). Rothbauer ist später nicht mehr als Bandmitglied aufgeführt.
Das Debütalbum Schlachtwerk erschien am 9. September 2005 über das Label Massacre Records. Im Booklet des Albums wurde ein Nachfolgealbum mit dem Titel Narbenwelt angekündigt.
Danach kam es zu keinen weiteren Veröffentlichungen mehr, wenngleich die Gruppe nicht aufgelöst wurde. In einem Interview im Januar 2023 antworte Roth auf die Frage, was der Stand bei Eisblut sei, dass derzeit hierbei nichts geplant sei.

## Stil

### Musik
Die Musik erinnert stark an die Veröffentlichungen Eisregens, wenngleich bei Eisblut völlig auf den Einsatz der Violine und des Keyboards verzichtet wird und Roth häufiger auf klaren und weniger auf gutturalen Gesang zurückgreift als bei Eisregen.

### Texte
Die Liedtexte, die, wie auch bei Eisregen, von Michael Roth verfasst werden, sind brutal und obszön und greifen Themen aus szenebekannten Horror- und Splatterfilmen auf. Der Unterschied zu Eisregen besteht textlich darin, dass die dargestellte Brutalität unverblümter und obszöner dargestellt wird. So sind etwa die auf dem 2005 erschienenen Debütalbum Schlachtwerk enthaltenen Titel Über dem Jenseits und Am Glockenseil (auch bereits vom Eisregen-Album Wundwasser bekannt) dem italienischen Regisseur Lucio Fulci gewidmet, der vor allem durch seine Zombiefilme der späten 1970er und 1980er Jahre bekannt wurde.
- Das mit ? (Fragezeichen) betitelte Lied enthält ein Fragment eines Liedes aus dem SpongeBob Schwammkopf Film („Ich bin ein taubes Nüsschen, du bist ein taubes Nüsschen …“) und ist laut Liedtext für die Kinder aus Darmstadt.
- Wiegenlied vom Totschlag handelt vom deutschen Serienmörder Adolf Seefeld, der auch „Sandmann“ genannt wurde.
- Gespenst in den Trümmern behandelt den deutschen Serienmörder Bruno Lüdke.
- Für Über dem Jenseits diente der gleichnamige Film Über dem Jenseits als Vorlage.
- Menschenfleischwolf handelt von dem Massenmörder Karl Denke. Ursprünglich war das Lied für das Album Wundwasser von Eisregen geplant.
- Am Glockenseil ist eine Coverversion des gleichnamigen Eisregen-Liedes vom Album Wundwasser und verarbeitet die Handlung des italienischen Horrorfilms Ein Zombie hing am Glockenseil.

### Artwork
Die Artworks für das Debüt-Album Schlachtwerk wurden von Berg Morbach angefertigt, einem ehemaligen Mitglied von Eisregen, der auch schon die Artworks für das Wundwasser-Album von Eisregen entworfen hat.

## Diskografie
- 2005: Schlachtwerk